# Heinrich Gross (rabbin)
Pour les articles homonymes, voir Heinrich Gross et Gross.
Heinrich Gross est un rabbin bavarois né à Szenice, Royaume de Hongrie, aujourd'hui Senica, en Slovaquie le 6 novembre 1835, et mort à Augsbourg le 31 janvier 1910.

## Biographie
Il était élève en littérature rabbinique de Jehuda Aszod (Yehudah Ya'aleh) (1794-1866).
Diplômé du séminaire de Breslau et de l'université de Halle (doctorat de philosophie en 1866; sa thèse sur Leibniz a obtenu le prix universitaire). 
Il est engagé comme professeur particulier par le baron Horace Günzburg (1833-1909) à Paris. Au cours d'une résidence de deux ans dans cette ville, Heinrich Gross a recueilli à la Bibliothèque nationale le matériel de son œuvre Gallia Judaica. 
En 1869, il se rend à Berlin, où il s'associe beaucoup à Leopold Zunz, dont il admire et adopte les méthodes de recherche. En 1870, il est appelé au rabbinat de Gross-Strelitz, en Silésie. Il s'est marié en 1873 avec Anna Gross (9 décembre 1852-25 octobre 1910) de 17 ans sa cadette dont il a eu un fils, Arthur Gross, né le 2 novembre 1874. À partir de 1875, il a été deuxième rabbin d'Augsbourg où il a succédé à Jakob Heinrich Hirschfeld, de Pecs, démis en 1871 pour avoir soutenu le synode réformateur Augsbourg.
L'activité d'Heinrich Gross dans le domaine de l'histoire littéraire, en particulier de celle des Juifs français du Moyen Âge, était considérable. Sa Gallia Judaica parue à Paris, en 1897, qui traite de la géographie médiévale et de l'histoire littéraire des Juifs de France, est devenue une œuvre standard.
Heinrich Gross a également enrichi les périodiques scientifiques juifs de nombreuses contributions.

## Publications
- « Abraham ben David aus Posquières, ein Literarhistorischer Versuch », dans Monatsschrift für Geschichte und Wissenschaft des Judenthums, Breslau, 1873-1874
- « Zur Geschichte der Juden à Arles », dans Monatsschrift, 1878, volume 27, p. 61-71, 130-137, 145-160, 193-201, 248-256, 377-382, 470-477, 1879, 1880, 1882, p. 465-471
- « Eliezer ben Joel ha-Levi, ein Literarhistorischer Versuch», dans Monatsschrift, 1885, 1886
- « Jehudah Sir Leon aus Paris: Analekten », dans Magazin, 1877, 1878, iv. 174, v. 179
- « Étude sur Simson ben Abraham de Sens », dans Revue des études juives, 1882, tome 6, p. 167-186, 1883, tome 7, p. 40-77.
- Gallia Judaica. Dictionnaire géographique de la France d'après les sources rabbiniques, traduit d'après le manuscrit de l'auteur par Moïse Bloch, Librairie Léopold Cerf, Paris, 1897 (lire en ligne).
- Lehrbuch der Israelitischen Religion für die Oberen Klassen der Mittelschulen, J. Kauffmann, Francfort, 1904.
- Die Satire in der jüdischen litteratur, Adof Alkalay und Sohn, Augsbourg, 1908 (lire en ligne), ou dans Monatsschrift für Geschichte und Wissenschaft des Judenthums, Breslau, 1908, p. 1-20, 129-144, 257-284 (lire en ligne).

### Biographie
- « GROSS, Heinrich, rabbiner », dans Yehuda Shenef, Die Liebe ist der Dichtung Stern. Der Jüdische Friedhof Augsburg-Hochfeld. Geschichte, Inschriften, Grabregister, Biographien, Photos, Jüdisch Historischer Verein Augsburg, Augsburg, 2018, p. 128,  (ISBN 978-3-75285656-9) (lire en ligne)
- Dan Cohn-Sherbok, Dictionary of Jewish Biography, Continuum, Londres, New York, 2005, p. 106,  (ISBN 0-8264-6250-2) (lire en ligne)